# Генерал-губернатор Нової Зеландії

Новий прапор генерал-губернатора Нової Зеландії

Генерал-губернатор Нової Зеландії (англ. Governor-General of New Zealand, маор. Te Kāwana Tianara o Aotearoa) — державна посада, яку обіймає офіційний представник у Новій Зеландії новозеландського монарха.
Ані монарх, ані генерал-губернатор не відіграють активної ролі в управлінні країною та ухваленні політичних рішень. Така модель державного управління має назву конституційна монархія і традиційна для деяких держав Співдружності.
З 1920-х років прем'єр-міністр Нової Зеландії має право пропонувати монарху кандидатури на пост генерал-губернатора.
Генерал-губернатор зобов'язаний представляти нейтральну думку, спрямовану на втілення інтересів усього народу країни, і незалежну від тих чи інших політичних партій і світоглядів. Водночас генерал-губернатор Нової Зеландії має право самостійно використовувати всю владу, що перебуває в руках монарха Нової Зеландії. Будучи особистим представником новозеландського монарха, генерал-губернатор виконує багато функцій, покладених на Корону, як-от скликання і розпуск парламенту, надання Королівської санкції на акти парламенту або утримання від неї, здійснення державних візитів, призначення і прийняття вірчих грамот послів. Ці функції виконуються за рекомендацією прем'єр-міністра.
З 2021 року генерал-губернатором Нової Зеландії є Сінді Кіро, вона стала 22-м генерал-губернатором в історії країни.
Генерал-губернатор Нової Зеландії виконує аналогічну функцію для асоційованої з Новою Зеландією держави Ніуе, але не для Островів Кука, в яких подібну функцію виконує представник короля (англ. King's Representative).

## Обов'язки
Генерал-губернатор Нової Зеландії виконує здебільшого церемоніальні функції. Серед його обов'язків:
- Призначення прем'єр-міністра і затвердження уряду.
- Підписання законів.
- Представництво Нової Зеландії на міжнародних заходах.
- Заохочення національної єдності та культурного різноманіття.

Нині цю посаду займають здебільшого громадяни Нової Зеландії, а особи, що обираються, часто мають видатні досягнення у військовій, юридичній, освітній чи культурній сферах. Це відображає еволюцію країни від британської колонії до незалежної держави зі своїм власним національним духом.

## Історія
У 1840 році Нова Зеландія офіційно стала британською колонією, і першими її адміністраторами були губернатори, які керували від імені британської корони. Першим губернатором був капітан Вільям Гобсон, який відіграв ключову роль у підписанні Договору Вайтангі (1840) між британським урядом і представниками маорі.
У 1907 році Нова Зеландія отримала статус домініону, що підкреслило її автономію в складі Британської імперії. Губернатор став виконувати радше церемоніальні функції, залишаючи виконавчу владу місцевим урядам. У 1917 році посада губернатора була офіційно перейменована на генерал-губернатора. Це закріпило роль представника монарха в автономній країні, яка все більше управлялася самостійно.
У 1947 році Нова Зеландія ратифікувала Вестмінстерський статут, що зробило її повністю незалежною від британського парламенту. Відтоді генерал-губернатор став призначатися не за рекомендацією британського уряду, а за порадою прем'єр-міністра Нової Зеландії.
З часом посада стала символом національної єдності та культурного різноманіття. Наприклад, у 1972 році першим генерал-губернатором маорі походження став сер Артур Поррат.

## Резиденція
Головна резиденція генерал-губернатора розташована в столиці країни, Веллінгтоні, і є місцем проведення численних державних і дипломатичних зустрічей. Нинішня будівля резиденції була побудована 1910 року, і є третім за часом будинком уряду у Веллінгтоні. В Окленді існує невелика північна резиденція.
Управління будинками здійснюється офіційним секретарем генерал-губернатора.